# Autoerotyzm
Autoerotyzm (autoerotyka) – różnego rodzaju zachowania seksualne realizowane w pojedynkę (w tym pieszczoty) przynoszące satysfakcję seksualną. Często kojarzone jedynie z onanizmem, a mogące mieć szerszy zakres. Pojęciowo bliższe erotyce.